# Les Arcs, Var
Les Arcs är en kommun i departementet Var i regionen Provence-Alpes-Côte d'Azur i sydöstra Frankrike. Kommunen ligger i kantonen Lorgues som tillhör arrondissementet Draguignan. År 2022 hade Les Arcs 7 844 invånare.

## Befolkningsutveckling
Antalet invånare i kommunen Les Arcs
| Referens: INSEE |